# Pojok (Tawangsari)
Pojok is een bestuurslaag in het regentschap Sukoharjo van de provincie Midden-Java, Indonesië. Pojok telt 3623 inwoners (volkstelling 2010).